# Мозли (лунный кратер)
Кратер Мозли (лат. Moseley) — большой древний ударный кратер на восточном лимбе видимой стороны Луны, западная часть кратера находится на обратной стороне Луны.  Название присвоено в честь английского физика Генри Мозли (1887—1915) и утверждено Международным астрономическим союзом в 1964 г. Образование кратера относится к донектарскому периоду.

## Описание кратера
Ближайшими соседями кратера Мозли являются кратер Белл на западе; кратер Бартельс на севере; кратер Бальбоа на востоке; кратер Эйнштейн на юге-юго-востоке и кратер Мис на юго-западе. На востоке от кратера Мозли находится Океан Бурь. Селенографические координаты центра кратера 20°57′ с. ш. 90°12′ з. д. / 20,95° с. ш. 90,2° з. д., диаметр 88,9 км, глубина 3110 м.
Кратер Мозли значительно разрушен за длительное время своего существования, вал сглажен, перекрыт множеством кратеров различного размера и представляет собой нерегулярное кольцо хребтов и пиков. Дно чаши сравнительно ровное за исключением пересеченной юго-западной части, отмечено множеством мелких кратеров. В восточной части чаши находится приметный маленький чашеобразный кратер с высоким альбедо.
За счет своего расположения на западном лимбе Луны кратер при наблюдениях имеет искаженную форму, наблюдения зависят от либрации.

## Сателлитные кратеры

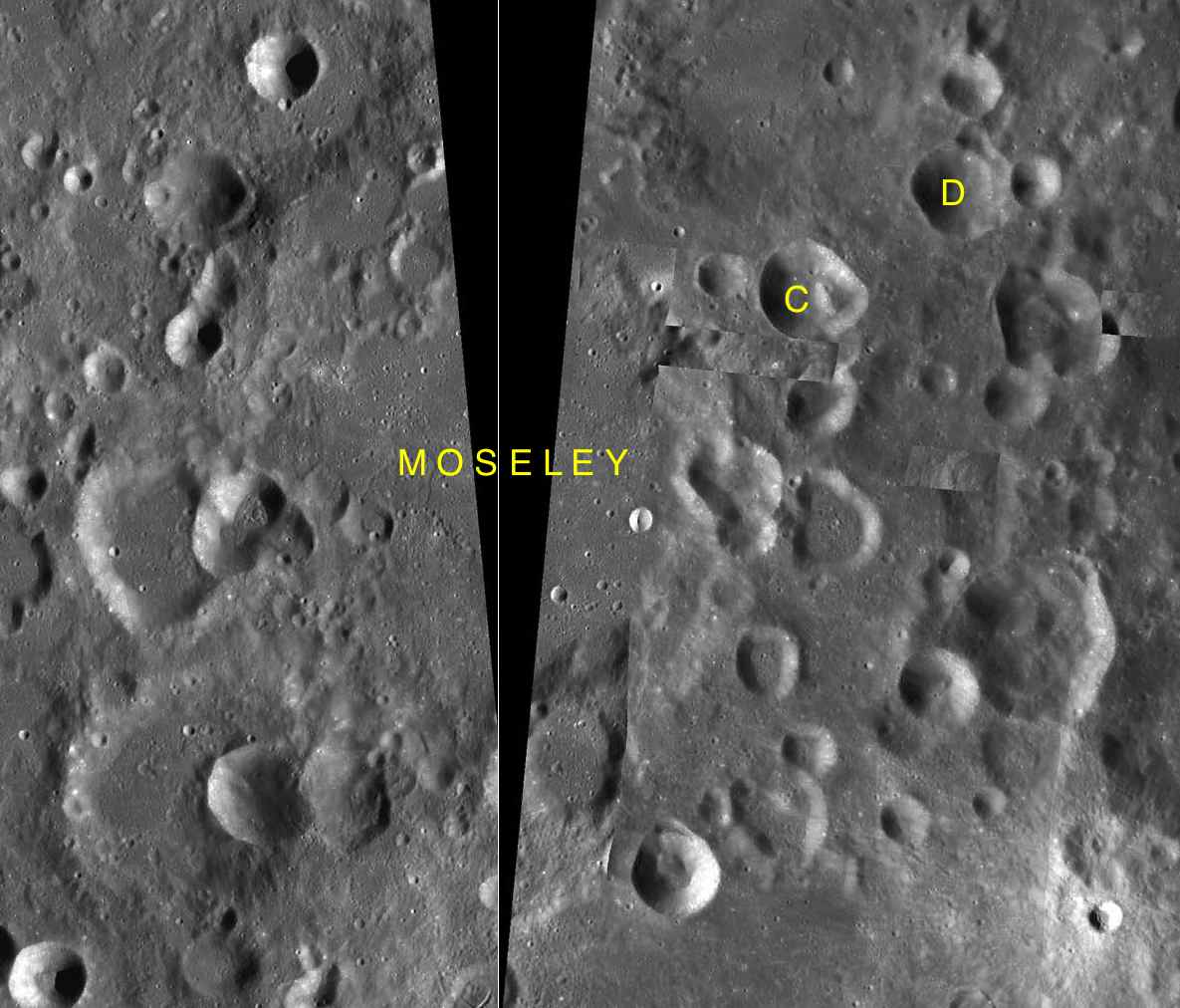
Фрагменты карт LAC-37, LAC-54.

| Мозли | Координаты                                            | Диаметр, км |
| ----- | ----------------------------------------------------- | ----------- |
| C     | 22°13′ с. ш. 88°31′ з. д. / 22,21° с. ш. 88,52° з. д. | 18,9        |
| D     | 22°52′ с. ш. 87°39′ з. д. / 22,87° с. ш. 87,65° з. д. | 17,5        |

## См.также
- Список кратеров на Луне
- Лунный кратер
- Морфологический каталог кратеров Луны
- Планетная номенклатура
- Селенография
- Минералогия Луны
- Геология Луны
- Поздняя тяжёлая бомбардировка